# トア・パヨ駅
トア・パヨ駅（トア・パヨえき、英語 : Toa Payoh MRT Station）は、シンガポールの中部にある、MRT南北線の地下駅。シンガポールにMRTが初めて開通した際に作られた駅。

## 駅構造
島式1面2線のホームを持つ駅。
| A | ■南北線 | ジュロン・イースト方面 |
| B | ■南北線 | マリーナ・ベイ方面     |

## 歴史
- 1987年11月7日 開業

## 駅周辺
- トア・パヨ公共図書館